# Basarabi barlangegyüttes
A basarabi barlangegyüttes barlangok együttese Romániában, Basarabi városban. A mészkőfejtő falába vájt barlangokban 10–12. századi keresztény kápolnákat, sírhelyeket és járatokat találtak. A falakon levő feliratok különböző írásjelekkel készültek: ázsiai rovásírással, illetve görög, glagolita és cirill írásjelekkel. A feliratok nyelvét még nem sikerült azonosítani; a bolgár kutatók a proto-bolgár, a románok pedig turáni eredetre gyanakszanak. 

## Fekvése
A helyszín a Fekete-tenger partjától 15 kilométerre található, a hajdani Carasu-völgy (most már Duna–Fekete-tenger csatorna) jobb partján.

## Képgaléria

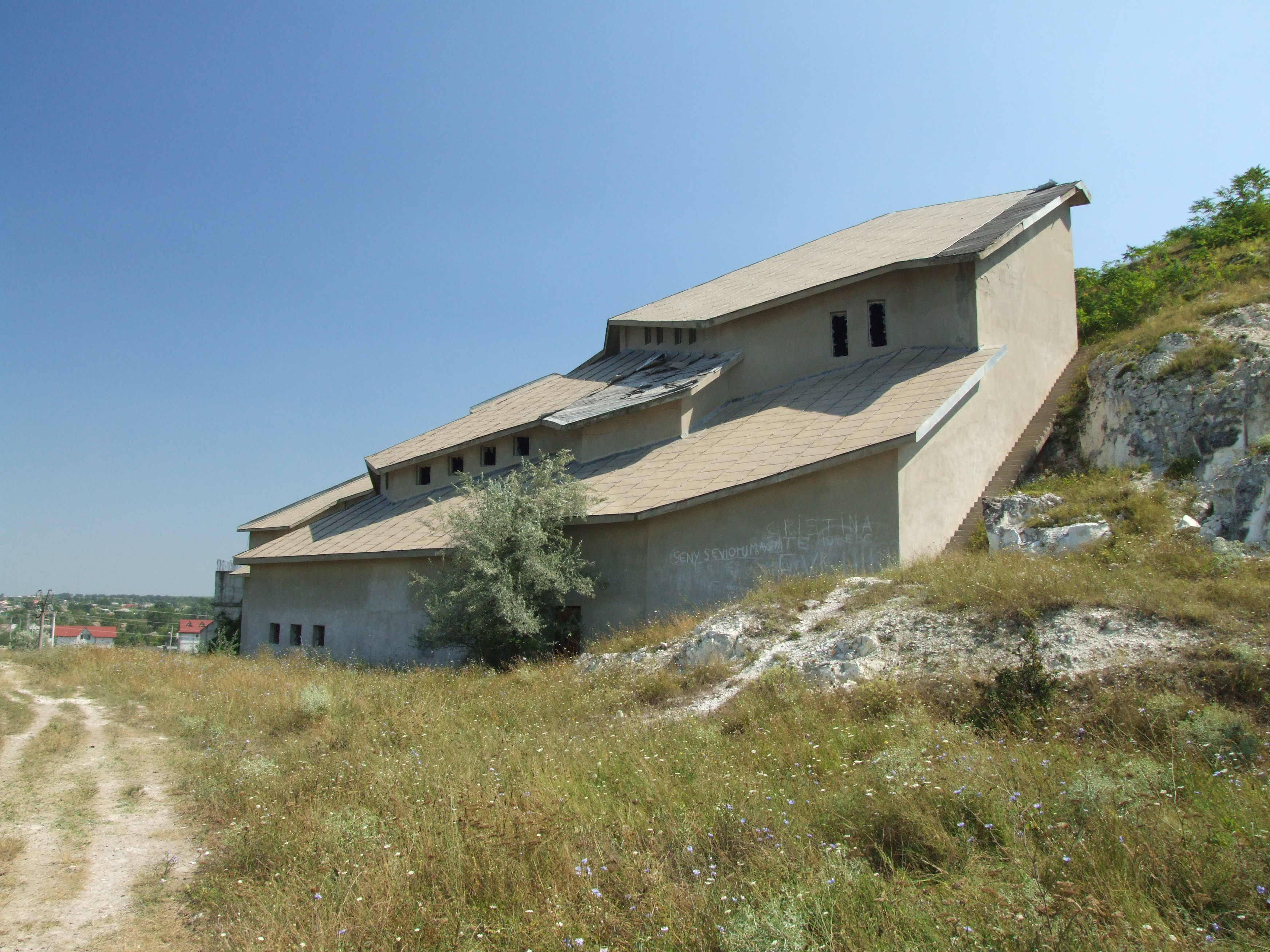
A barlangegyüttes
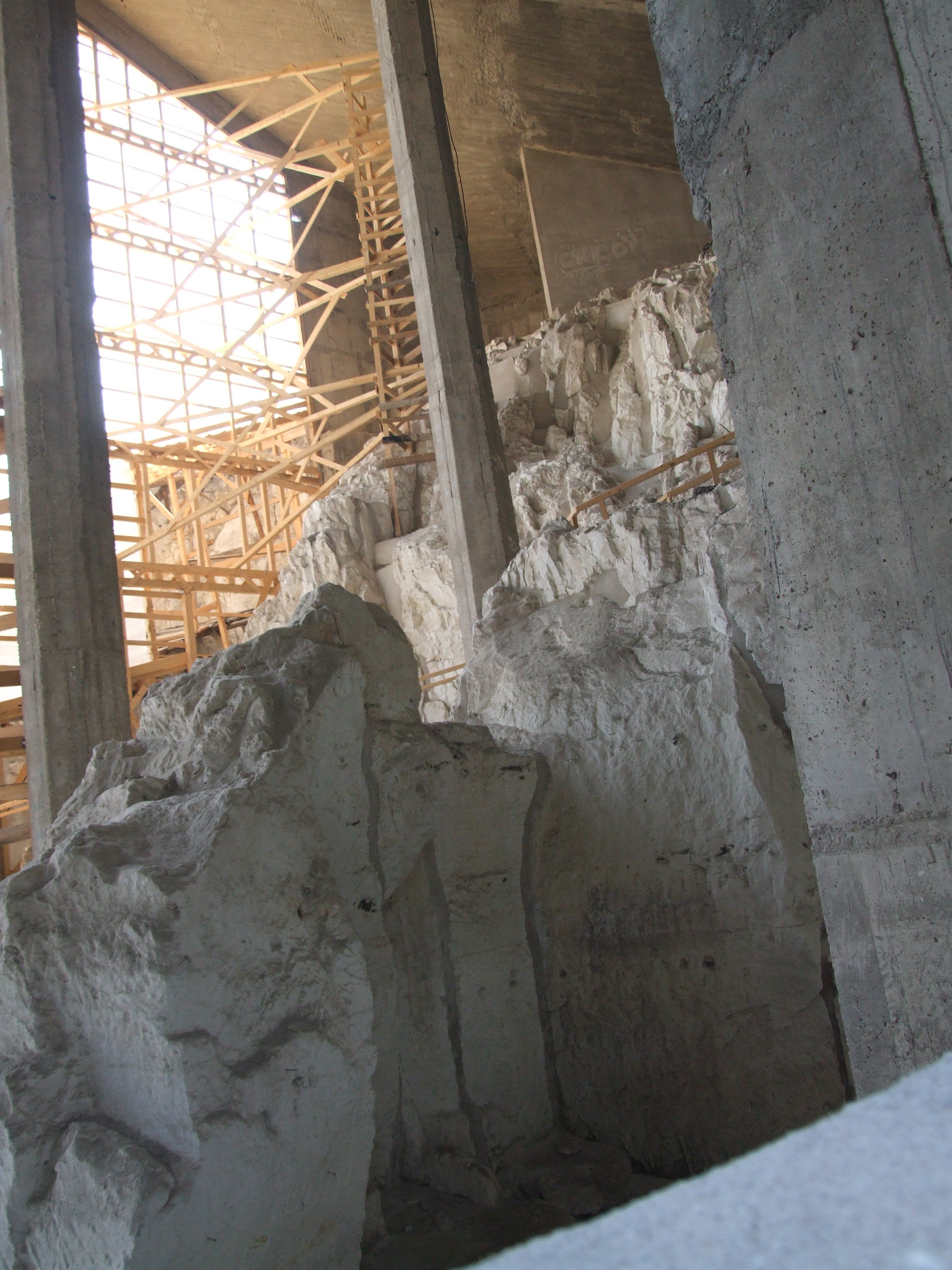
Belső nézet
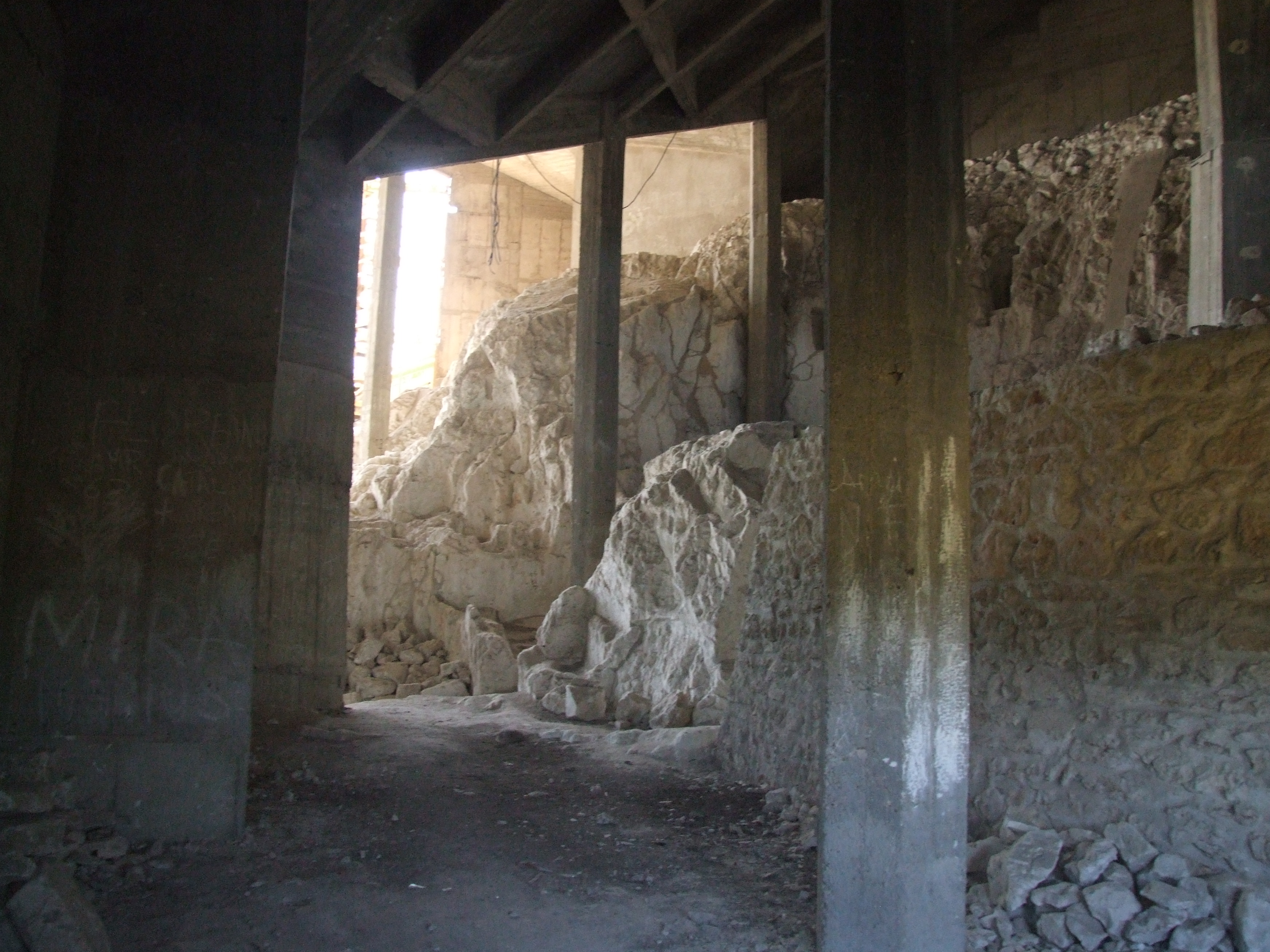
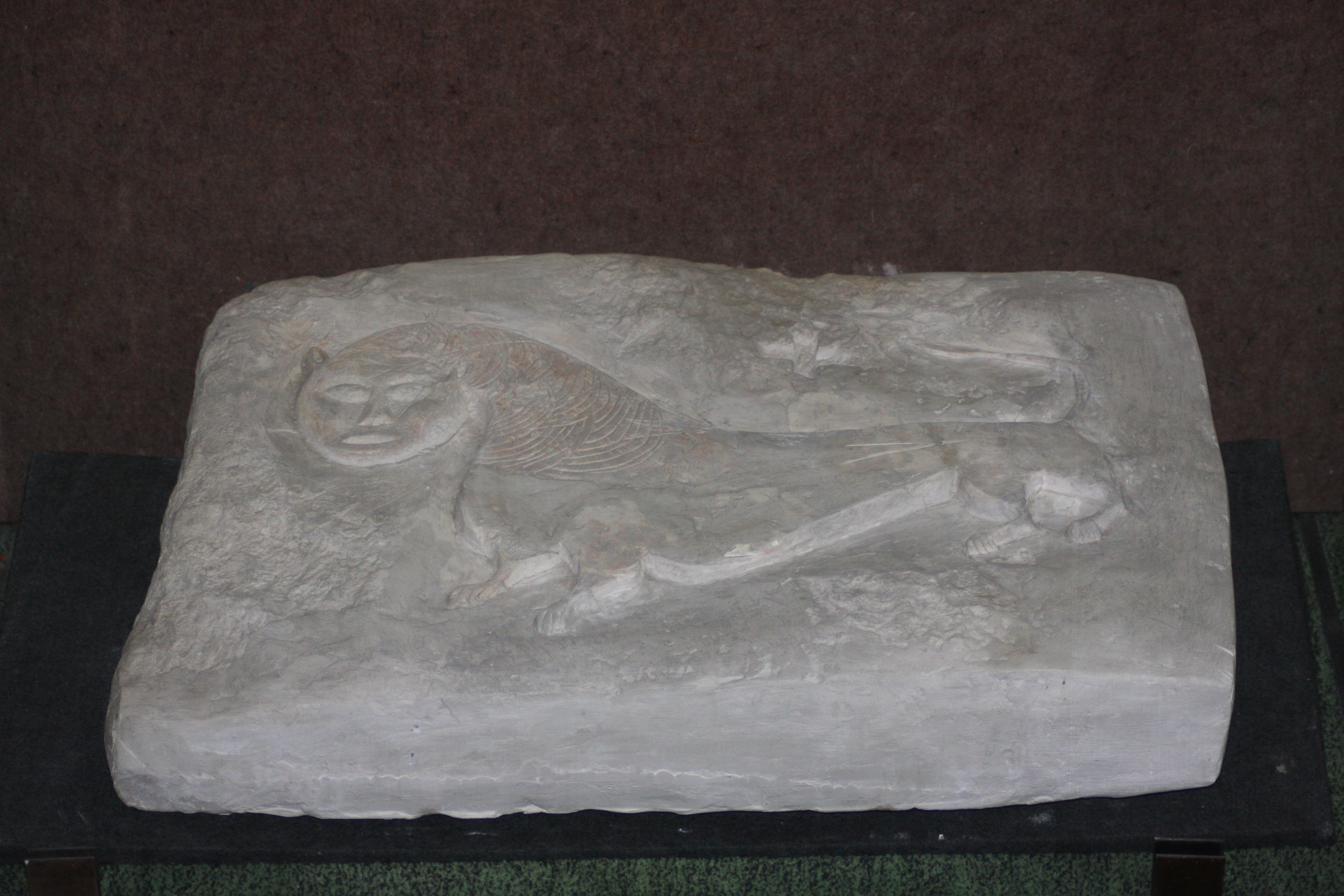
Múzeumba került fali faragványok
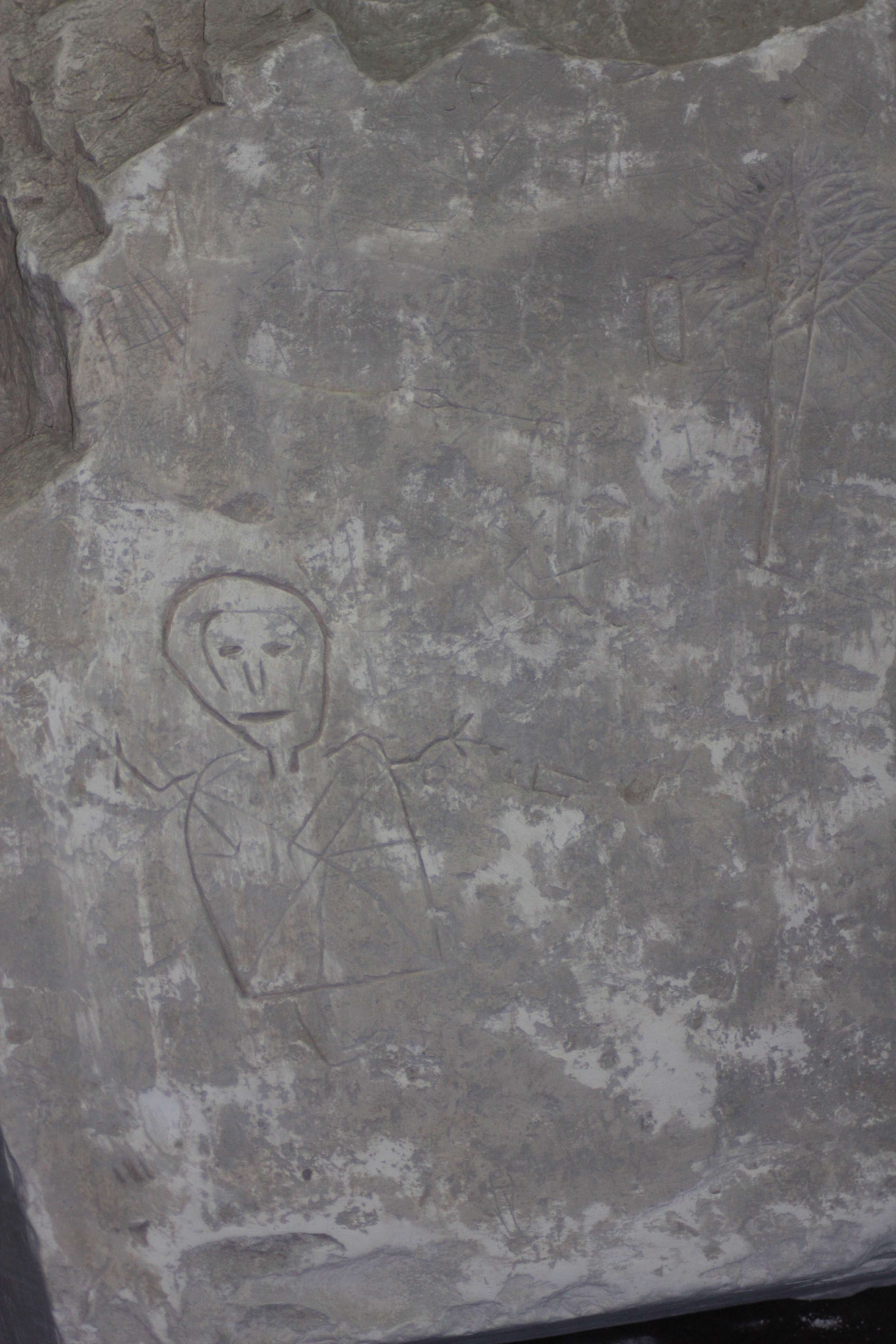
Graffiti